# Гесюк Ігор Ярославович
Ігор Ярославович Гесюк — український військовослужбовець, солдат Збройних сил України, учасник російсько-української війни. Почесний громадянин міста Тернополя (2022, посмертно).

## Життєпис
Служив солдатом, водієм 2-го стрілецького відділення 3-го стрілецького взводу 2-ї стрілецької роти військової частини.
Загинув у червні 2022 року в Запорізькій області. Похований 19 червня 2022 року на Микулинецькому кладовищі міста Тернополя.

## Нагороди
- почесний громадянин міста Тернополя (22 серпня 2022, посмертно)[1].